# Myelois fuscicostella
Myelois fuscicostella é uma espécie de insetos lepidópteros, mais especificamente de traças, pertencente à família Pyralidae.
A autoridade científica da espécie é Mann, tendo sido descrita no ano de 1861.
Trata-se de uma espécie presente no território português.